# Annie Horniman
Annie Elizabeth Fredericka Horniman (Forrest Hill, Londres, 3 d'octubre de 1860 - Shere, Surrey, 6 d'agost de 1937) va ser una productora i directora teatral anglesa. Va crear l'Abbey Theatre a Dublín i va fundar la primera companyia de repertori de teatre regional a Gran Bretanya, el Gaiety Theatre a Mánchester. Va encoratjar el treball de nous escriptors i dramaturgs, incloent William Butler Yeats, George Bernard Shaw i altres membres de l'Escola de Manchester.

## Primers anys
Annie Horniman va néixer a Surrey Mount, Forest Hill, Londres, el 1860, com la primogènita de Frederick John Horniman i la seva primera esposa Rebekah, de soltera Elmslie. El seu pare era un comerciant de te i fundador del Museu Horniman i el seu avi havia fundat el pròsper negoci familiar de te Hornimans. Annie i el seu germà petit Elmslie van ser educats privadament a casa. El seu pare s'oposava al teatre, que considerava pecaminós, però la seva institutriu alemanya va portar els dos germans en secret a una representació del Mercader de Venècia a El Palau de Cristall quan Annie tenia 14 anys.
La seva família li va permetre ingressar a la Slade School of Fine Art el 1882, la primera escola d'arts plàstiques que obria les portes a les dones. Allà va descobrir que el seu talent artístic com a pintora seria limitat, però va desenvolupar altres interessos, particularment en el teatre i l'òpera. Assistí a diverses representacions com el cicle de Wagner de L'anell del nibelung i a l'estrena d'Hedda Gabler, d'Ibsen.
El 1890 va ingressar a la societat ocultista de l'Orde Hermètic de l'Alba Daurada, de la qual va ser membre fins que els desacords amb els seus líders la van portar a renunciar-hi el 1903. Durant aquest temps va conèixer i es va fer amiga de W. B. Yeats, durant alguns anys li va fer de mecenes i la seva amistat va perdurar sempre.

## Productora teatral
La primera aventura d'Annie Horniman en el teatre va ser el 1894 i va ser possible gràcies al llegat del seu avi, amb el qual va donar suport a la seva amiga Florence Farr en una temporada de noves obres teatrals al Teatre Avenue, a Londres. Amb aquesta última com a actriu-administradora, va produir la temporada 1894, en què posà en escena The Land of Heart's Desire, la primera obra de William Butler Yeats, Arms and the Man, el primer èxit de George Bernard Shaw i A Comedy of Sighs, de John Todhunter. Tot i que la seva participació es va mantenir en secret durant deu anys, per tal d'evitar problemes familiars.
El 1903 Yeats la va persuadir d'anar a Dublín per a donar suport a les produccions de la Societat de Teatre Nacional irlandesa. Allí va descobrir la seva habilitat com a administradora teatral. Va comprar una propietat i va crear l'Abbey Teather, que obria el desembre de 1904. A Manchester va adquirir i renovar el Gaiety Teather el 1908 i així va desenvolupà el primer teatre regional de repertori a la Gran Bretanya.

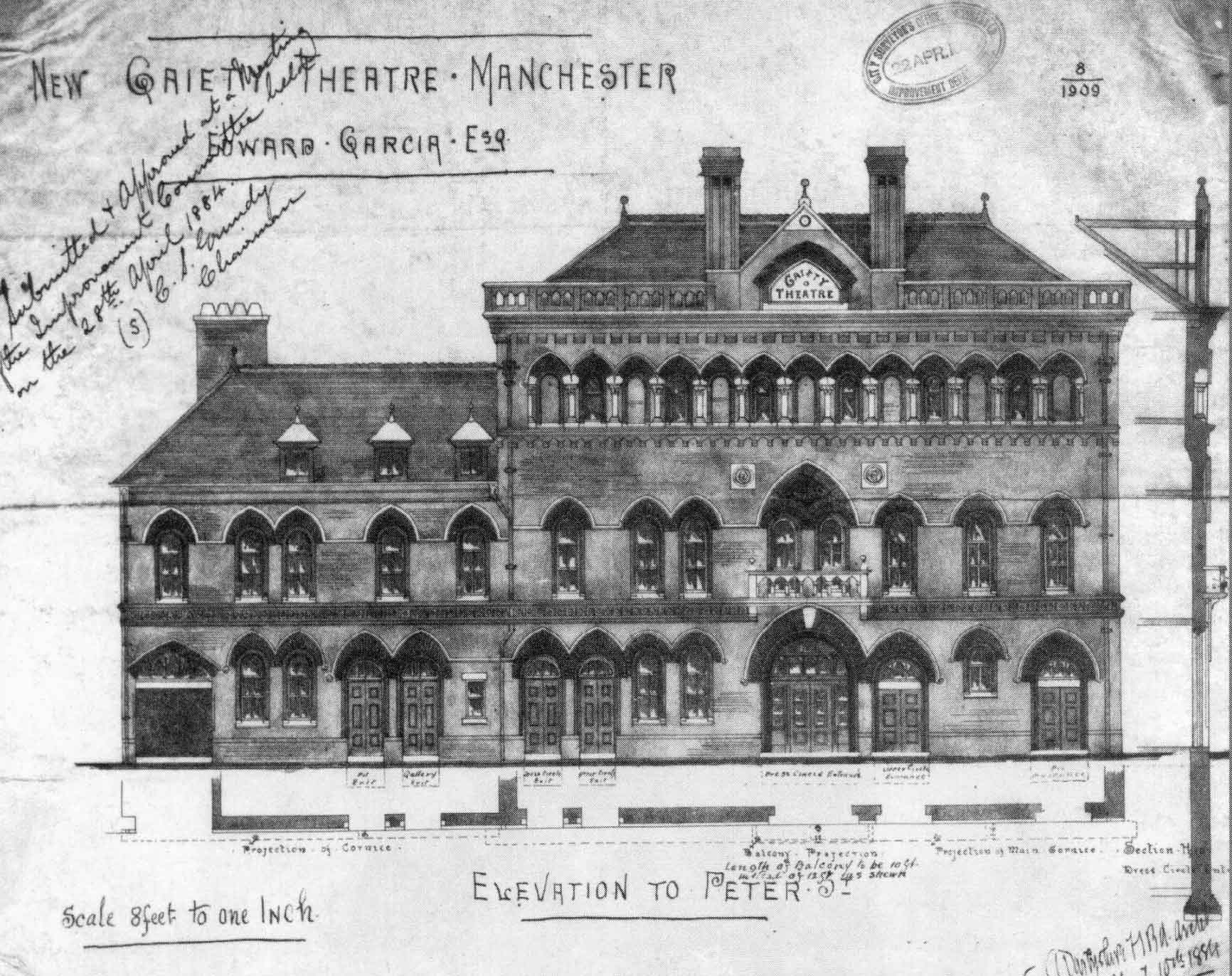
El Gaiety Theatre de Manchester

Va nomenar Ben Iden Payne director del Gaiety i va contractar actors amb contractes per a 40 setmanes. Les obres produïdes incloïen clàssics com Eurípides i Shakespeare, dramaturgs contemporanis com Shaw, John Galsworthy, Arnold Bennett, Harley Granville-Barker i St. John Ervine i també va fer costat a dramaturgs locals constituïts en l'Escola de Manchester, els membres principals dels quals eren Harold Brighouse, Stanley Houghton i Allan Monkhouse. La companyia del Gaiety va emprendre gires per Amèrica i el Canadà el 1912 i 1913, fomentant la creació de grups de teatre de repertori.
El 1910 va ser guardonada amb el grau de doctorat honorari per la Universitat de Manchester. Durant la Primera Guerra Mundial el Gaiety va continuar fent representacions però les dificultats financeres van portar a la dissolució de la companyia permanent el 1917, seguint amb produccions teatrals de companyies visitants. El 1921 Horniman va vendre el teatre a una companyia de cinema.

## Una dona del seu temps
En els primers anys ella havia descobert la bicicleta, que atorgà a les dones que se la podien permetre un cert nivell d'independència, tot i que implicava mostrar turmells i cames. Va començar a dur pantalons, una pràctica que no era gens habitual encara, i es va tallar els cabells llargs.
Annie Horniman, que es va convertir en una figura pública molt coneguda a Manchester, va donar suport al moviment del sufragi femení i dictà conferències sobre aquest tema i sobre teatre.
Més endavant rebia les seves visites en el Midland Hotel, portava roba exòtica i fumava cigarrets obertament, tot plegat considerat ben escandalós en l'època. Però aquella "noia rica i solitària" que esdevingué "una dona de ment independent" va introduir Manchester en el llavors denominat "joc de les idees".

## Darrers anys
El 1933 va ser nomenada Companion of Honour. Annie Horniman es va traslladar a Londres, en un pis a Portman Square, on va passar els darrers anys, i va morir el 1937 a la seva casa de Shere, Surrey. Els papers i la documentació d'Annie Horniman es conserven a la John Rylands Library de la Universitat de Manchester.